# Iijoki
Iijoki (řeka Ii) je druhá nejdelší finská řeka (po Kemijoki), která protéká provincií Severní Pohjanmaa. Její délka je přibližně 370 km. Vytéká z Iijärvi ve výšce 254 m n. m. v Kuusamu, protéká Taivalkoski, Pudasjärvi a Yli-Ii a vlévá se do Botnického zálivu v Ii.
Na řece je mnoho peřejí. Na dolním toku je několik vodních elektráren, jejichž instalovaný výkon je 230 MW.